# Bothrops osbornei
Espèce
Bothrops osbornei est une espèce de serpents de la famille des Viperidae. 

## Répartition
Cette espèce se rencontre en Équateur et dans le nord-ouest du Pérou.

## Description
C'est un serpent venimeux.

## Publication originale
- Freire-Lascano, 1991 : Dos nuevas especies de Bothrops en el Ecuador. Publicaciones de Trabajos Científicos del Ecuador Ecuador, Universidad Técnica de Machala, vol. 2, p. 1-11.